# Фредді Кіні
Фредді Кіні (англ. Freddie Kini, нар. 27 листопада 1992) — футболіст Соломонових Островів, захисник клубу «Гендерсон Ілс».
Виступав, зокрема, за клуби «Колоале» та «Вестерн Юнайтед», а також національну збірну Соломонових Островів.

## Клубна кар'єра
У дорослому футболі дебютував 2010 року виступами за команду клубу «Колоале», в якій провів чотири сезони. 
Своєю грою за цю команду привернув увагу представників тренерського штабу клубу «Вестерн Юнайтед», до складу якого приєднався 2014 року. Відіграв за команду з Хоніари наступні два сезони своєї ігрової кар'єри.
Згодом з 2016 по 2017 рік грав у складі команд клубів «Аміаль» та «Вестерн Юнайтед».
До складу клубу «Гендерсон Ілс» приєднався 2017 року. 

## Виступи за збірні
Протягом 2011–2012 років залучався до складу молодіжної збірної Соломонових Островів. На молодіжному рівні зіграв у 7 офіційних матчах.
У 2012 році дебютував в офіційних матчах у складі національної збірної Соломонових Островів.
У складі збірної був учасником кубка націй ОФК 2012 року на Соломонових Островах, кубка націй ОФК 2016 року у Папуа Новій Гвінеї.